# Śrutowanie

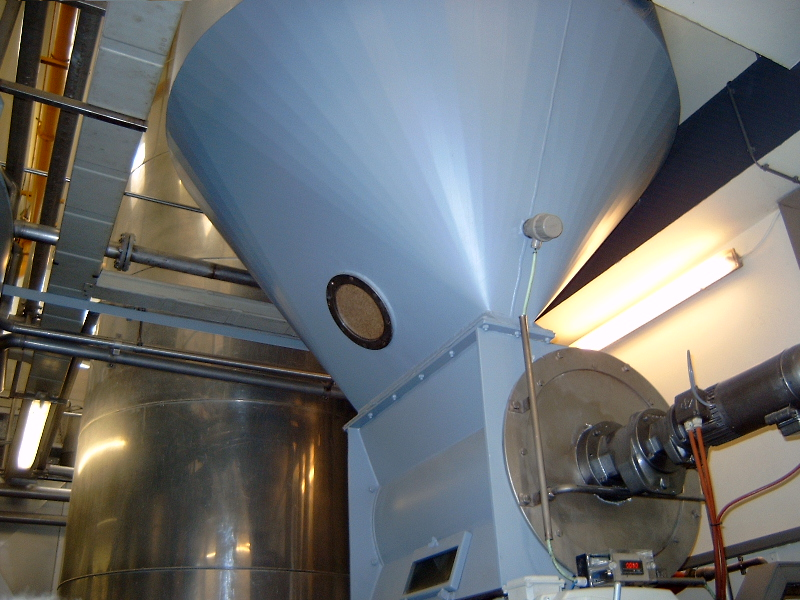
Młyn browarny

Śrutowanie – w piwowarstwie śrutowanie oznacza rozdrobnienie słodu w taki sposób, by łuski zostały rozerwane, a same ziarna pokruszone. Produktem finalnym śrutowania jest śruta słodowa. Śrutowanie poprzedza kolejny etap produkcji piwa, czyli zacieranie ześrutowanego słodu. Śrutowanie słodu odbywa się w śrutowniku lub młynie browarnym.

## Zastosowanie
Śrutowanie stosuje się w celu oddzielenia łuski ziarna, co ułatwia zetknięcie się wody z ziarnem, a następnie jego scukrzenie i wyługowanie. Dodatkowo ześrutowany słód pełni rolę warstwy filtracyjnej na etapie filtracji, dlatego ważne jest, aby zachować odpowiednią ilość nieuszkodzonej łuski i nie zmielić słodu wyłącznie na mąkę. Grubość śrutowania dostosowuje się do rodzaju użytego słodu. Np. słody pszeniczne i żytnie śrutuje się dużo drobniej niż słody jęczmienne, gdyż nie posiadają one łuski i są dużo twardsze. Grubość śrutowania zależna jest również od techniki dalszych etapów produkcji piwa. Bardziej rozdrobniona łuska łatwiej wydziela garbniki powodując szorstki smak piwa oraz posmaki ściągające przy obfitym wysładzaniu. Czasami jednak śrutuje się słód na mąkę, stosując jednak płytkie wysładzanie.